# Nicholas N. Kittrie
Nicholas N. Kittrie (* 26. März 1926 als Nehemia Kronenberg in Biłgoraj, Polen; † 9. Dezember 2019) war ein US-amerikanischer Rechtswissenschaftler und Kriminologe, der von 1964 bis 2015 als Professor am Washington College of Law der American University forschte und lehrte. 1975 amtierte er als Präsident der American Society of Criminology (ASC),; eine Funktion, die in den USA üblicherweise von Soziologen übernommen wird.
Kittrie wurde 1968 an der Georgetown University zum Doctor of Juridical Science (S.J.D.) promoviert; vorher hatte er an der University of Kansas, der University of Chicago und 1946/47 auch in Kairo, Jerusalem und London studiert. In Kairo und Jerusalem hielt er sich auf, weil seine Familie nach Palästina geflüchtet war.
Er war Mitglied der Task Force on Terrorism von Vizepräsident George H. W. Bush, beriet das amerikanische Justizministerium und wirkte an der Formulierung der südafrikanischen Verfassung mit. Kriminologisch bedeutsam sind seine Initiativen zur Gefangenenberatung durch Jurastudenten.